# Carpococcyx
Genre
Le genre Carpococcyx comprend les 3 espèces de Calobates, oiseaux de la famille des Cuculidae vivant en Asie du Sud-Est.

## Liste des espèces
D'après la classification de référence (version 2.2, 2009) du Congrès ornithologique international (ordre phylogénique) :
- Carpococcyx radiceus – Calobate radieux
- Carpococcyx viridis – Calobate de Sumatra
- Carpococcyx renauldi – Calobate d'Annam